# Köngen

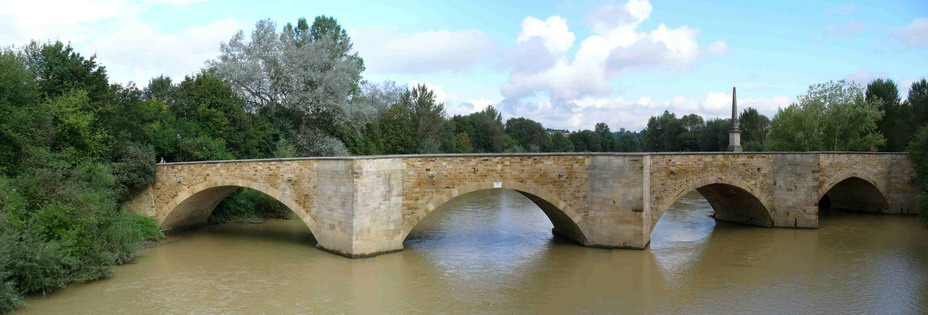
Most na Neckar z 1602

Köngen – miejscowość i gmina w Niemczech, w kraju związkowym Badenia-Wirtembergia, w rejencji Stuttgart, w regionie Stuttgart, w powiecie Esslingen, wchodzi w skład związku gmin Wendlingen am Neckar. Leży ok. 7 km na południowy wschód od centrum Esslingen am Neckar, nad Neckarem, przy autostradzie A8 i drodze krajowej B313.

## Demografia
- 1600: 900
- 1740: 1 010
- 1800: 1 400
- 1900: 2 290
- 2005: 9 681

## Współpraca
Miejscowości partnerskie:
- Český Brod, Czechy
- Taucha – dzielnica Hohenmölsen, Saksonia-Anhalt